# Верхній Бургалтай
Верхній Бургалтай (рос. Верхний Бургалтай) — улус Джидинського району, Бурятії Росії. Входить до складу Сільського поселення Верхньобургалтайське.
Населення — 228 осіб (2015 рік).